# Potentilla gorodkovii
Potentilla gorodkovii är en rosväxtart som beskrevs av B.A. Jurtzev. Potentilla gorodkovii ingår i Fingerörtssläktet som ingår i familjen rosväxter. Inga underarter finns listade i Catalogue of Life.